# NGC 6834
NGC 6834 هي مجرة تتبع كوكبة الدجاجة. اكتشفها ويليام هيرشل في 17 يوليو 1784.

## روابط خارجية
- NGC 6834 على موقع ويكي سكاي: DSS2, SDSS, GALEX, IRAS, Hydrogen α, X-Ray, Astrophoto, Sky Map, Articles and images